# دوغ سميث (لاعب كرة قدم أسترالية)
دوغ سميث (بالإنجليزية: Doug Smith)‏ هو لاعب كرة قدم أسترالية أسترالي، ولد في 19 مارس 1922 في Scottsdale, Tasmania ‏ في أستراليا، وتوفي في 1 سبتمبر 2009.

## وصلات خارجية
- دوغ سميث على موقع AustralianFootball.com (الإنجليزية)
- دوغ سميث على موقع AFLtables.com (الإنجليزية)